# Nuovi alimenti
I nuovi alimenti(in inglese novel food) sono alimenti o ingredienti "nuovi" rispetto a quelli tradizionalmente intesi. Questo concetto è stato introdotto per differenziarli  dai prodotti consumati in modo significativo prima del Regolamento CE 258 del 1997.
Tali alimenti quindi non sono nuovi per i consumatori, infatti tale diversificazione è stata operata allo scopo di fornire una maggiore protezione ai cittadini europei.
Nonostante l'arrivo degli OGM  si è ravvisata la necessità che i nuovi alimenti dovessero essere valutati sulla base della loro sicurezza prima di essere consumati al fine di evitare possibili effetti negativi sulla salute.
È curioso pensare che sulle nostre tavole esistono alimenti, regolarmente consumati quindi non "nuovi", che causano allergie nonché contengono tossine, anche se a bassi livelli, che se dovessero essere introdotti oggi nell'alimentazione, sicuramente non sarebbero ammessi.
L'articolo 1 del Regolamento CE 258 del 1997 distingue 4 categorie di nuovi prodotti e di nuovi ingredienti alimentari così composte:
a)     prodotti e ingredienti alimentari con una struttura molecolare primaria nuova o volutamente modificata;
b)     prodotti e ingredienti alimentari costituiti o isolati a partire da microrganismi, funghi o alghe;
c)     prodotti e ingredienti  alimentari costituiti da vegetali o isolati a partire da vegetali e ingredienti alimentari isolati a partire da animali;
d)     prodotti e ingredienti alimentari sottoposti ad un processo di produzione non generalmente utilizzato che comporta cambiamenti significativi del valore nutritivo, del loro metabolismo o del tenore di sostanze indesiderabili.
Tutti i prodotti appartenenti alle 4 differenti categorie, per essere immessi nel mercato, devono soddisfare i medesimi criteri:
1. non devono essere rischiosi per il consumatore
2. non devono indurre in errore il consumatore
3. non devono differire da quegli alimenti a cui sono destinati come sostituzione così da non comportare svantaggi nutrizionali.

Talvolta cibi nuovi in un Paese potrebbero essere di consumo tradizionale in altri, pertanto la domanda inoltrata dal richiedente nel proprio Stato passerà da una commissione attraverso le commissioni degli Stati membri con tutte le informazioni utili a dimostrare la rispondenza ai criteri stabiliti nonché l'etichettatura del prodotto.
Se una valutazione scientifica basata su un'analisi appropriata dei dati esistenti dimostra che le caratteristiche del prodotto sono diverse rispetto a quelle di un alimento o ingrediente convenzionale. In questo caso l'etichettatura deve fare menzione di queste caratteristiche riportando:
- indicazioni della presenza di sostanze non presenti in un alimento o ingrediente equivalente esistente e che possono avere ripercussioni sulla salute;
- indicazioni della presenza di sostanze non presenti in un alimento o ingrediente equivalente esistente e che hanno ripercussioni di ordine etico;
- indicazioni della presenza di organismi geneticamente modificati.

In conclusione, soltanto gli alimenti che superano questa articolata prassi vengono immessi sul mercato.